# Игуманија Митродора (Миљковић)
Митродора (световно Лепосава Миљковић; Дубница код Свилајнца, 15. октобар 1944 — Манастир Радошин, 5. септембар 2021) била је монахиња Српске православне цркве и старешина Манастира Радошина.

## Биографија
Игуманија Митродора (Миљковић) рођена је 15. октобра 1944. године у селу Дубница код Свилајнца, од побожних родитеља Милана и Јаворке. Приликом крштења је добила име Лепосава.
Основну школу завршила је у родном месту. Ступа као искушеница у Манастир Благовештење Рудничко код Страгара, 1956. године код игуманије Михаиле Кнежевић. Замонашена је 18. августа 1963. године у Благовештењу од стране епископа шумадијскога господина Валеријана Стефановића, добивши монашко име Митродора.
После добијеног канонског отпуста монахиња Митродора прелази у Епархију браничевску, 1999. године најпре у Манастир Нимник код Курјаче. У Манастир Радошин долази са биолошком сестром монахињом Нимфодором 2001. године. Одлуком епископа браничевскога господина Игњатија Мидића, 28. августа 2008. године постављена је за прву игуманију Манастира Радошина.
Упокојила се у Господу 5. септембра 2021. године у Манастир Радошин, а сахрањена је у порти манастира.